# Bebe e Louis Barron
Louis Barron (23 aprile 1920, Minneapolis –1 novembre 1989, Los Angeles ) e Bebe Barron (16 giugno 1925, Minneapolis –20 aprile 2008, Los Angeles) sono stati due arrangiatori e compositori americani, considerati pionieri della musica elettronica e della registrazione su nastro magnetico.
Con Il pianeta proibito (1956) crearono la prima colonna sonora cinematografica interamente elettronica.

## Biografia
Bebe Barron (nata Charlotte May Wind) è cresciuta nel Dakota del Nord. Ha frequentato l' Università del Minnesota, dove ha studiato pianoforte con il maestro panamense Roque Cordero, che dirigeva il dipartimento di musica. Ha conseguito un master in scienze politiche. Conobbe Louis Barron a Minneapolis.
Nel 1947, la coppia si trasferì a New York. Louis lavorava per Gallup, Bebe studiò composizione musicale con Henry Cowell e Wallingford Riegger. Si sposarono l'anno successivo: un amico tedesco regalò loro un registratore a nastro magnetico, uno dei primi modelli importati negli Stati Uniti, originariamente progettato dall'IG Farben.
Mentre le prime ricerche sulla musica elettroacustica iniziarono a Parigi nel 1948, Bebe e Louis Baron, influenzati dal lavoro di Norbert Wiener, costruirono uno "studio domestico" musicale nel loro appartamento nel Greenwich Village (Manhattan) all'inizio degli anni '50, che accolse artisti americani: John Cage vi andò per finalizzare Williams Mix (1951-1953).
La prima composizione elettronica americana su nastro magnetico fu eseguita ufficialmente da Louis Barron alla fine del 1950: il brano si intitolava Heavenly Menagerie.
Fra il giugno del1955 e l'aprile del 1956, ebbero luogo le riprese e la post-produzione del film di fantascienza Il pianeta proibito: Dore Schary, direttore esecutivo della Metro-Goldwyn-Mayer, decise di reclutare i Barron per eseguire la musica del film; licenziò Harry Partch e firmò il contratto con la coppia in ottobre, dopo aver ascoltato una traccia di prova "che lo trasportò in un'altra dimensione".
Negli anni '60, i Barron mantennero la loro attrezzatura così com'era; non cercarono di modernizzarla. Composero musica per spot pubblicitari quasi istituzionali e per un episodio di una serie televisiva (The Computer Age, 1967); poi la coppia si separò nel 1970.